# Apt (Francia)
Apt è un comune francese di 11 729 abitanti situato nel dipartimento della Vaucluse della regione della Provenza-Alpi-Costa Azzurra, sede di sottoprefettura.

## Geografia fisica
È posizionata nell'area pianeggiante al centro delle Prealpi di Vaucluse, delimitata a sud dal massiccio del Luberon. È attraversata dal fiume Calavon e nel suo territorio vi confluiscono i torrenti Dôa, Riaille, Marguerite, Rimayon.

## Storia
Era l'antica colonia romana di Apta, fondata da Gaio Giulio Cesare e poi nuovamente colonizzata anche da Adriano nella Gallia Narbonense. Attraverso di essa transitava la Via Domizia.
Nel 1851 fu il comune capofila della breve rivolta repubblicana operata da alcuni comuni della Vaucluse contro il colpo di Stato di Napoleone III, rapidamente soffocata dall'intervento deciso, ma incruento del generale Vinoy.

## Monumenti e luoghi d'interesse

### Architetture religiose
- Cattedrale di Sant'Anna d'Apt: chiesa dell'XI secolo

## Cultura

### Musei
- Il Museo di Storia e Archeologia.
- Il Museo dell'Avventura Industriale di Apt ospitato in una parte di una fabbrica di frutta candita.

## Economia
La città ospita la sede della società Delta Plus Group.

## Società

### Evoluzione demografica
Abitanti censiti

## Amministrazione
| Periodo         | Periodo         | Primo cittadino        | Partito                          | Carica  | Note    |
| --------------- | --------------- | ---------------------- | -------------------------------- | ------- | ------- |
| marzo 2001      | 16 gennaio 2006 | Armand Doucende        | Unione per un Movimento Popolare | Sindaco | Dimesso |
| 16 gennaio 2006 | 16 marzo 2008   | Jean-Louis de Longeaux | Unione per un Movimento Popolare | Sindaco |         |
| 16 marzo 2008   | in carica       | Olivier Curel          | Partito Socialista               | Sindaco |         |

### Gemellaggi
Apt è gemellata con:
- Bakel
- Boussu
- Thiene

## Galleria d'immagini

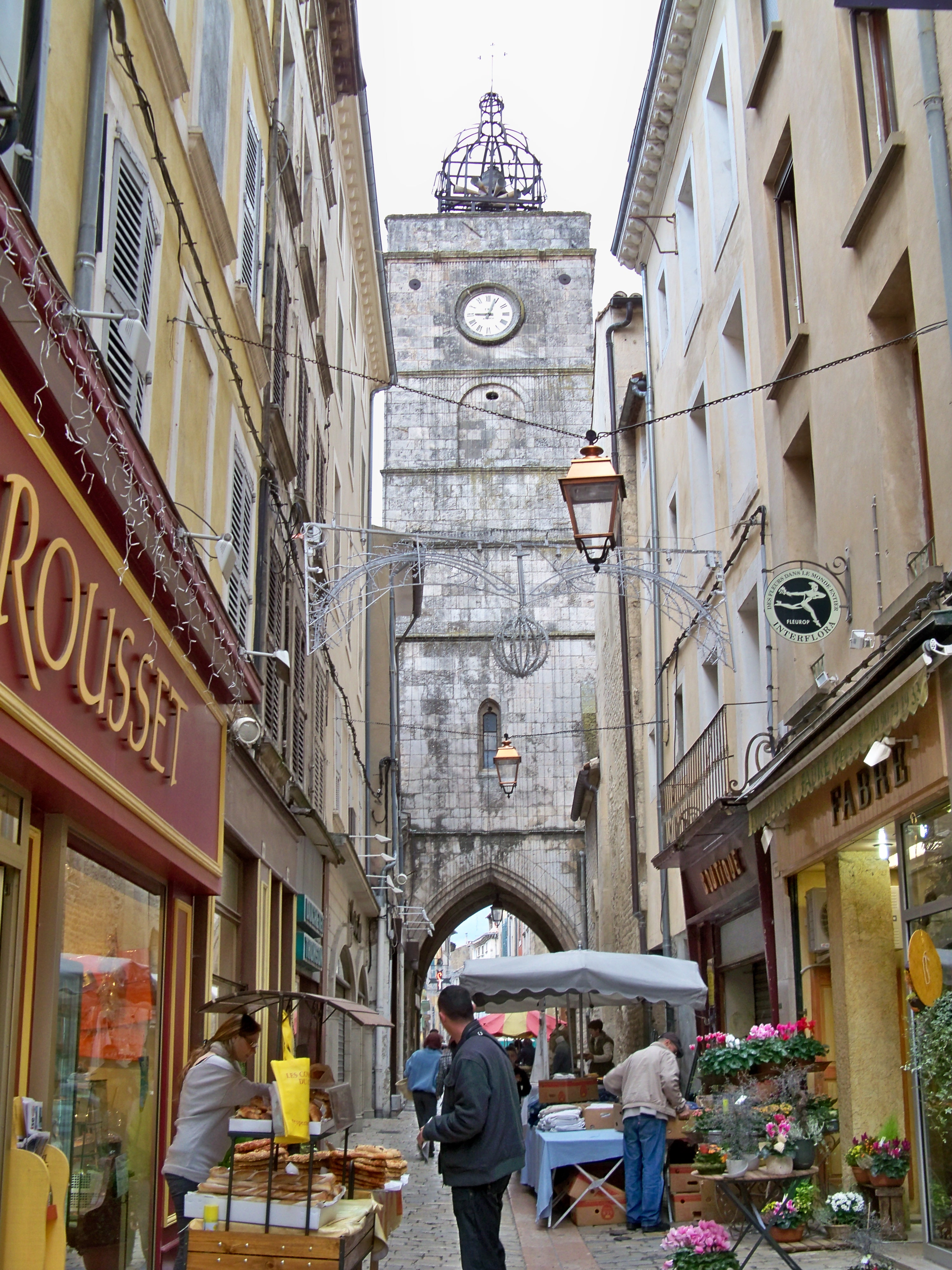
Una via di Apt con la Torre dell'orologio
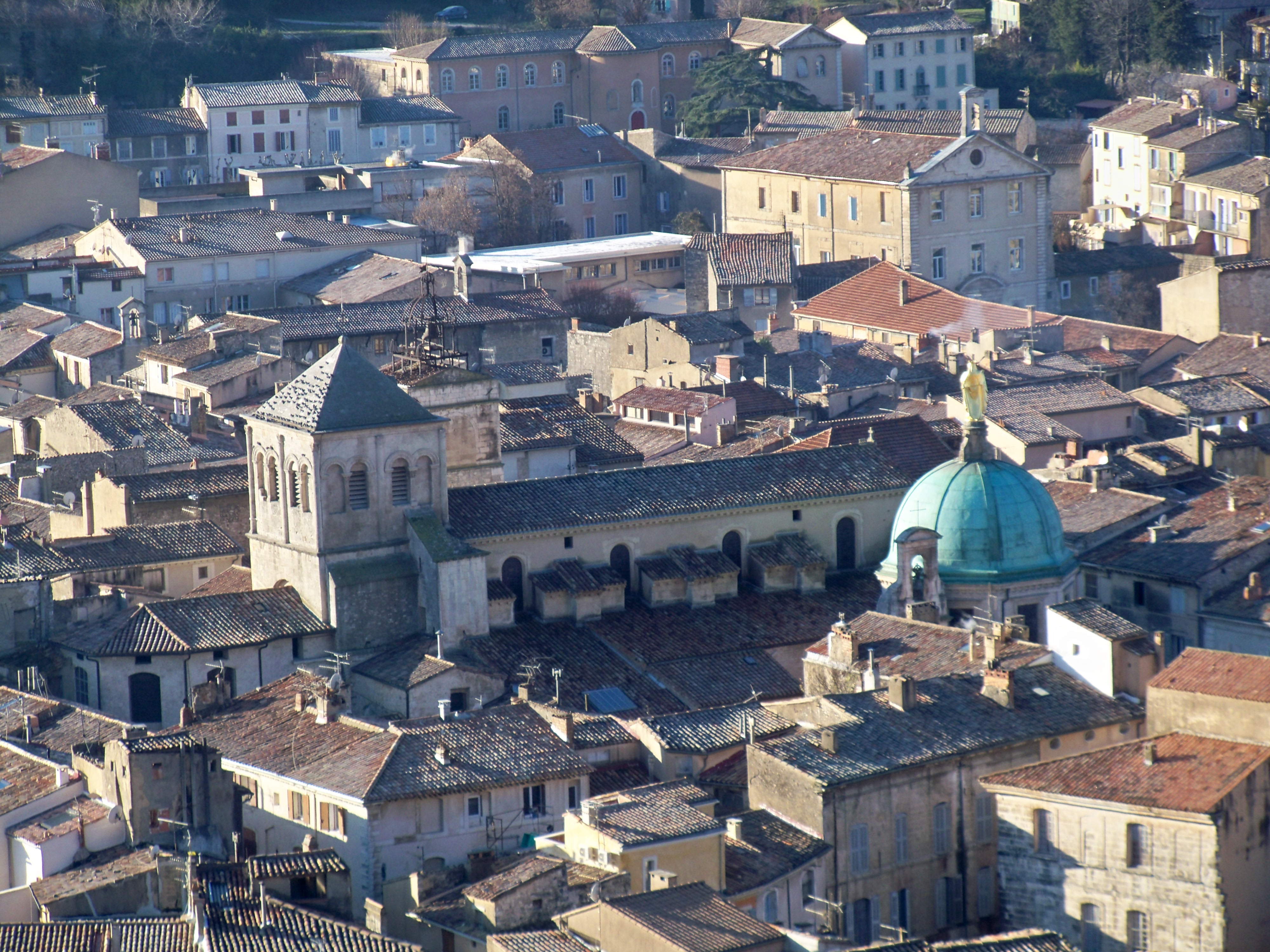
Cattedrale di Sant'Anna d'Apt
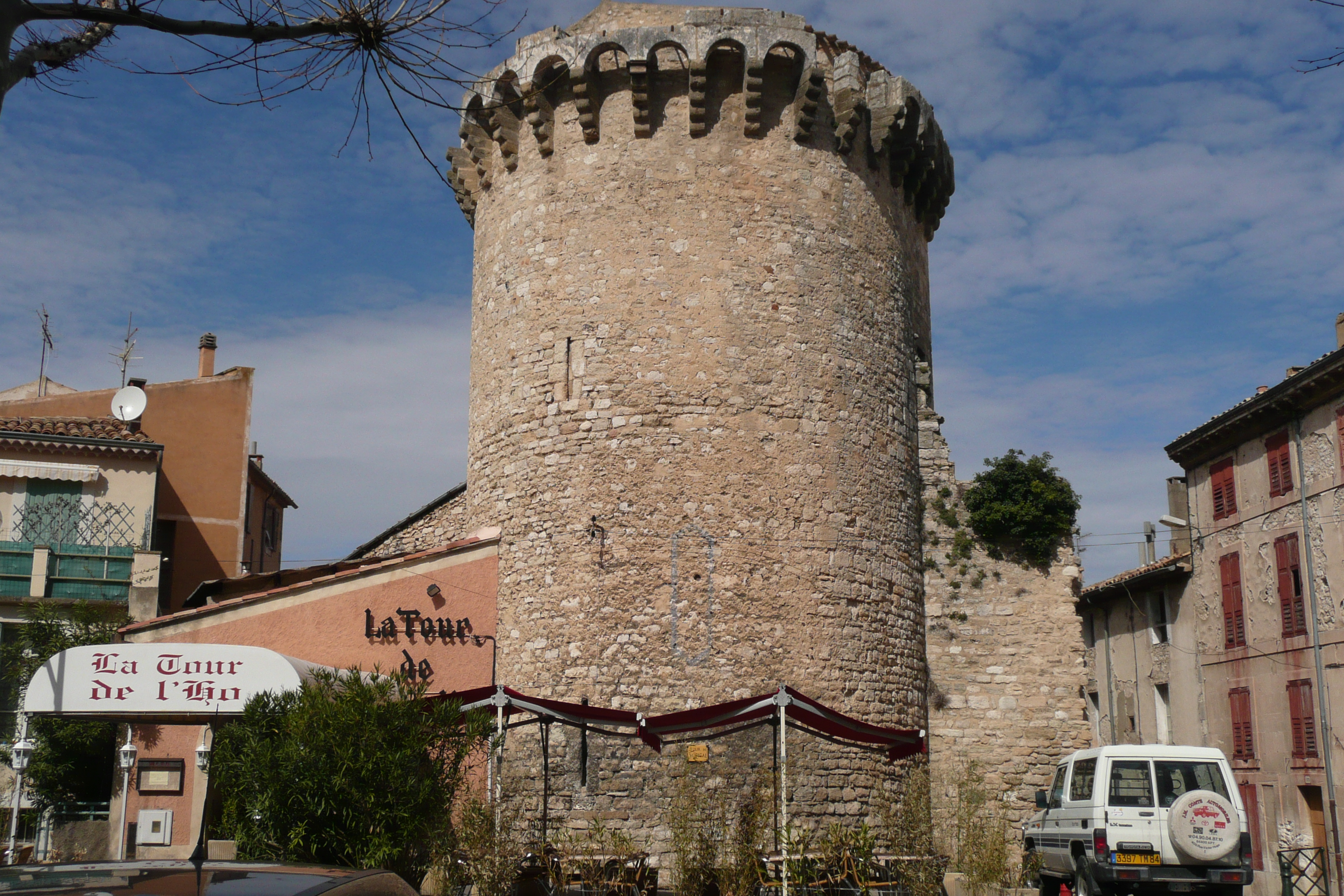
Torre dell'ospedale
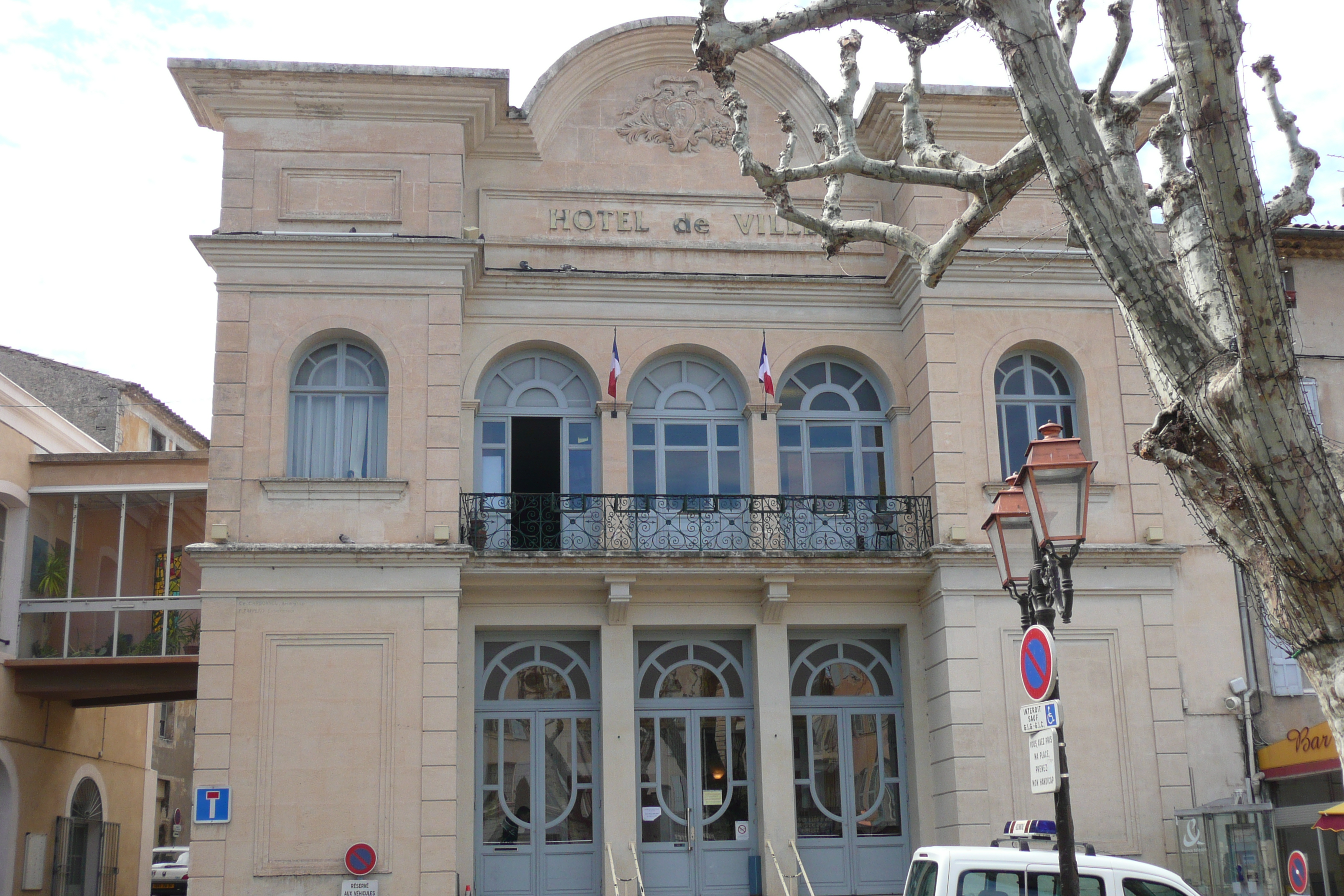
Municipio